# فهرست فرمان‌های آدولف هیتلر
فرمان‌های آدولف هیتلر یا فرمان‌های پیشوا دستورالعمل‌ها و برنامه‌های راهبردی بود که توسط شخص آدولف هیتلر، پیشوای آلمان در دوره رایش سوم صادر شد. این فرمان‌ها طیف گسترده‌ای از موضوعات، از جهت‌دهی دقیق به عملیات نیروهای مسلح آلمان در طول جنگ جهانی دوم تا اداره سرزمین‌های تصرف‌شده و جمعیت آنها، را پوشش می‌داد.

## فرمان‌های پیشوا
| شماره فرمان | تاریخ صدور | عنوان فرمان | موضوع | یادداشت                           | متن کامل |
| ----------- | --- | --- | --- | --------------------------------- | -------- |
| ۱           | ۳۱ اوت ۱۹۳۹ | عمل جنگ | تهاجم به لهستان | - به‌کلی سری - ۸ رونوشت - از برلین | [ ۱ ]    |
| ۱           | - حل مسئله مرزهای شرقی با قوه قهریه - اجرای تهاجم به لهستان بر اساس طرح عملیاتی مورد سفید - آغاز تهاجم از ۱ سپتامبر ۱۹۳۹ - اجازه دادن به انگلستان و فرانسه برای آغاز درگیری‌ها در مرزهای غربی - پایبندی دقیق به تضمین بی‌طرفی هلند، بلژیک و لوکزامبورگ - اجتناب از گذر از هیچ نقطه‌ای از مرزهای غربی و درگیری دریایی بدون فرمان صریح شخص پیشوا - محدودیت فعالیت لوفت‌وافه به دفاع از مرزهای رایش - ورود دفاعی نیروی هوایی به خاک کشورهای بی‌طرف تنها در صورت استقرار تعداد زیادی بمب‌افکن دشمن علیه آلمان در آن‌ها - گزارش هر گونه نقض بی‌طرفی کشورها توسط دشمن به فرماندهی عالی نیروهای مسلح - وارد آوردن حداکثر آسیب به دشمن در عملیات دفاعی در صورت تهاجم به مرزهای غربی - استقرار در دیوار غربی و آمادگی برای مقابله با نقض بی‌طرفی بلژیک و هلند توسط دشمن برای دور زدن این مانع - تأمین امنیت دریای بالتیک توسط نیروی دریایی و عملیات آن علیه کشتیرانی تجاری انگلستان - برهم زدن شرایط واردات، صنایع تسلیحاتی و انتقال نیروهای انگلستان به فرانسه توسط نیروی هوایی - حمله نیروی هوایی به تجمع یگان‌های دریایی انگلستان - تصمیم به تهاجم به لندن صرفاً توسط پیشوا | | |                                   |          |
| ۲           | ۳ سپتامبر ۱۹۳۹ | عمل جنگ | جنگ با فرانسه و انگلستان | - ۸ رونوشت - از برلین             | [ ۲ ]    |
| ۲           | - اعلان جنگ انگلستان در ساعت ۱۱ روز ۳ سپتامبر ۱۹۳۹، اعلان ورود فرانسه به جنگ از ساعت ۱۷ همان روز - باقی ماندن هدف بلافاصله فرماندهی عالی آلمان بر خاتمه سریع و موفقیت‌آمیز عملیات علیه لهستان - انتقال نیرو از شرق به غرب تنها با تأیید پیشوا - عدم تغییر عمل جنگی در غرب بر اساس فرمان شماره ۱ - آغاز عمل تهاجمی علیه نیروی دریایی انگلستان - مین‌ریزی ورودی دریای بالتیک بدون نقض بی‌طرفی آب‌های سرزمینی دیگر کشورها - اجرای عملیات محاصره پیش‌بینی شده در دریای شمال برای اهداف دفاعی و تهاجم به انگلستان - حمله به نیروی دریایی انگلستان در پایگاه‌های دریایی یا دریاهای آزاد یا تحرک نیروها تنها در صورت وقوع حملات مشابه از طرف دشمن - عدم شمول مورد پیشین به سواحل آلمان و آب‌های مین‌ریزی‌شده - منوط بودن تهاجم به خاک انگلستان تنها به تصمیم پیشوا - واگذار شدن تصمیم به فرمانده کل نیروی زمینی دربارهٔ انتقال نیروهای ذخیره موجود به مرزهای غربی - عملیات تهاجمی تنها در صورت تهاجم فرانسه به آلمان، عدم آغاز درگیری هوایی از طرف آلمان - حفظ توان رزمی نیروی هوایی برای عمل تعیین‌کننده علیه دشمنان غربی پس از شکست لهستان - تامیم فرمان X صادره در ۲۵ اوت ۱۹۳۹ به تمامی نیروهای مسلح - اعلام تغییر تمام اقتصاد آلمان به حالت جنگ‌پایه | | |                                   |          |
| ۳           | ۹ سپتامبر ۱۹۳۹ | عمل جنگ | انتقال نیرو از لهستان به غرب | - ۸ رونوشت - از برلین             | [ ۳ ]    |
| ۳           | - ادامه عملیات با نیروی کافی علیه لهستان تا هنگامی که دیگر قادر به ایجاد خط مقدم ممتد نباشد - آماده‌سازی انتقال نیروهایی که در لهستان به آن‌ها نیازی نیست، به غرب - با توجه تضعیف لهستان، استفاده از تعداد بیشتری از یگان‌های دفاع هوایی جبهه شرقی در غرب - ادامه نیاز به تأیید شخصی پیشوا جهت عبور از مرزهای زمینی و هوایی غربی و حملات هوایی به انگلستان - آزادی عملیاتی نیروی هوایی در سواحل آلمان و در پشتیبانی از نیروی دریایی - استمرار دستورالعمل‌های فرمان شماره ۲ برای نیروی دریایی و صورت نگفتن اقدامات تهاجمی دریایی علیه فرانسه | | |                                   |          |
| ۴           | ۲۵ سپتامبر ۱۹۳۹ | عمل جنگ | پایان جنگ در لهستان | - ۷ رونوشت - از قرارگاه پیشوا     | [ ۴ ]    |
| ۴           | - مشخص نبودن شکل نهایی دولت در اراضی سابق لهستان - تأمین مناسب امنیت خط مرزی با شوروی با آرایش‌های دارای توان رزمی کمتر پس از پایان درگیری‌ها در اطراف ورشو - باقی ماندن نیروی کافی جهت انهدام سریع مقاومت لهستانی‌ها در شرق - جلوگیری یک‌باره از ورود جریان آوارگان از اراضی سمت شوروی به سمت غرب جز برای آلمانی‌تبارها و فعالان اوکراینی - اجتناب فعلی از تصمیم‌گیری راهبردی دربارهٔ سازمان و تسلیحات نیروها جهت جلوگیری از ایجاد محدودیت - حفظ امکان آغاز عملیات تهاجمی در غرب در هر لحظه - باقی ماندن نیروی کافی در پروس شرقی جهت تصرف لیتوانی - برقرار ماندن فعلی فرامان‌های پیشین برای نیروهای زمینی و هوایی در غرب - اجرای جنگ تجاری علیه انگلستان و فرانسه بدون محدودیت‌های پیشین - مجاز شدن امکان حمله به نیروی دریایی و هوایی فرانسه و مین‌ریزی سواحل شمالی آن - ممنوعیت حمله به کشتی‌های مسافربری و کشتی‌های باری که مسافران زیادی دارند - حمله به کشتی‌های تجاری مسلح انگلیسی توسط زیردریایی‌ها بدون اخطار پیشین | | |                                   |          |
| ۵           | ۳۰ سپتامبر ۱۹۳۹ | | تقسیم لهستان، کاهش محدودیت‌ها در جنگ دریایی | - ۸ رونوشت - از برلین             | [ ۵ ]    |
| ۵           | - تعیین مرزهای سیاسی رایش در شرق با شمول سکونت‌گاه‌های پیشین آلمانی و مناطقی دارای ارزش ویژه نظامی، اقتصادی و ارتباطی - تقویت مداوم و هر چه بیشتر مرز با شوروی در شرق - درخواست از فرماندهی عالی نیروهای مسلح برای ارائه طرح جزئیات خط مرزی و دفاع از آن با توجه به پیمان مرزی با شوروی - تصمیم‌گیری برای سازمان سیاسی اراضی بین خط پیشین و خط جدید توسط پیشوا - اداره موقت تمامی اراضی پیشین لهستان تحت دولت نظامی به ریاست فرمانده کل نیروی زمینی - باقی ماندن نیروی هوایی لازم در شرق بدین منظور - تقسیم دولت نظامی به چند منطقه یا گسترش مناطق نظامی پیشین جهت شمول اراضی جدید - با توجه به تحولات سیاسی، عدم لزوم باقی ماندن نیروهای مورد اشاره در فرمان شماره ۴ در پروس شرقی در حالت آماده‌باش - لغو تمامی محدودیت‌های جنگ دریایی با فرانسه و مشابه شدن آن به جنگ با انگلستان - برقرار ماندن شرایط پیشین جنگ دریایی در غرب و شمول کشتی‌های بدون چراغ در حملات بدون اخطار پیشین - هدف قرار گرفتن کشتی‌های تجاری که پس از دریافت اخطار مخابره رادیویی می‌کنند - پابرجا بودن محدودیت‌های پیشین رزم هوایی در غرب | | |                                   |          |
| ۶           | ۹ اکتبر ۱۹۳۹ | عمل جنگ | طرح‌های تهاجمی در غرب | - ۸ رونوشت - از برلین             | [ ۶ ]    |
| ۶           | - تصمیم بر اتخاذ حالت تهاجمی بدون اتلاف وقت، در اثر اصرار فرانسه و انگلستان بر جنگ - آغاز طرح‌ریزی تهاجمی در جناح شمالی جبهه غربی از طریق لوکزامبورگ، بلژیک و هلند در سریع‌ترین زمان و با حداکثر قدرت ممکن - تعیین انهدام حداکثری نیروهای فرانسه و متحدان آن و تصرف حداکثری اراضی در کشورهای سفلی و شمال فرانسه به عنوان هدف جهت ادامه موفق جنگ دریایی علیه انگلستان و محافظت از ناحیه اقتصادی رور - بستگی زمان آغاز تهاجم به آمادگی یگان‌های زرهی و موتوریزه - جلوگیری نیروی هوایی از تهاجم هوایی دشمن به نیروی زمینی و پشتیبانی مستقیم لازم از پیشروی آن - تلاش حداکثری نیروی دریایی بر پشتیبانی مستقیم و غیر مستقیم از عملیات نیروهای زمینی و هوایی - لزوم آمادگی نیروی زمینی و هوایی جهت مقابله با تهاجم دشمن به بلژیک در عمق حداکثری و تصرف حداکثری اراضی غربی هلند - مخفی نگاه داشتن تمامی آماده‌سازی‌ها در پوشش اقدامات احتیاطی در مقابل تهدید تمرکز نیروهای دشمن در مرز فرانسه با بلژیک و لوکزامبورگ | | |                                   |          |
| ۷           | ۱۸ اکتبر ۱۹۳۹ | عمل جنگ | آمادگی برای تهاجم در غرب | - ۸ رونوشت - از برلین             | [ ۷ ]    |
| ۷           | - اعطای مجوز به نیروی زمینی جهت گذر از مرز با فرانسه با نیروی گشتی جهت عملیات شناسایی و حفظ اتصال با دشمن در حال عقب‌نشینی - اعطای مجوز به جنگنده‌های نیروی هوایی جهت ورود به خاک فرانسه جهت محافظت از هواگردهای شناسایی - حمله نیروی دریایی به کشتی‌های مسافربری درون کاروان‌ها یا بدون چراغ - منوط شدن تشدید جنگ تجاری با انگلستان به نظر پیشوا - امکان ورود نیروی زمینی به لوکزامبورگ جهت مقابله با تهاجم دشمن به بلژیک - پشتیبانی مستقیم نیروی هوایی از نیروی زمینی در این امر و مقابله آن با استقرار نیروی زمینی و هوایی دشمن در بلژیک - برقرار بودن دستورالعمل فرمان شماره ۶ برای نیروی دریایی در این زمینه - همکاری نزدیک زیر مجموعه‌های فرماندهی عالی نیروهای مسلح جهت مخفی نگاه داشتن طرح‌های تهاجم | | |                                   |          |
| ۸           | ۲۰ نوامبر ۱۹۳۹ | عمل جنگ | آمادگی‌های بیشتر برای تهاجم به غرب | - ۸ رونوشت - از برلین             | [ ۸ ]    |
| ۸           | - لزوم حفظ حالت بالایی از آماده‌باش جهت اجرای تهاجم در آب‌وهوای مساعد - صورت گرفتن حالتی از آماده‌سازی با امکان تعویق تهاجم حتی یک ساعت پیش از موعد آن - اسم رمز «دانتسیش» برای آغاز تهاجم و «آگسبورگ» برای تعویق تهاجم - اعلام موعد آغاز تهاجم بلافاصله پس از تصمیم‌گیری، توسط فرماندهان کل نیروهای زمینی و هوایی به فرماندهی عالی نیروهای مسلح - صورت گرفتن تمامی اقدامات علیه هلند بدون فرمان‌های ویژه - اشغال صلح‌آمیز هلند در صورت نبود مقاومت - صورت گرفتن عملیات زمینی بر اساس فرمان ۲۹ اکتبر - آمادگی کامل برای تغییر تمرکز از گروه ارتش ب به گروه ارتش آ در صورت لزوم - اشغال هلند در مرحله نخست تا خط گْرِبه-موز - مسدود ساختن بنادر و خطوط دریایی بلژیک و هلند توسط نیروی دریایی - آغاز عملیات زیردریایی‌ها از یک شب پیش - عملیات علیه نیروی دریایی هلند تنها در صورت اقدام خصمانه - مسئولیت نیروی دریایی برای مقابله با تهاجم به سواحل اشغالی - عدم تغییر وظایف نیروی هوایی - استفاده از لشکر هفتم هوابرد تنها پس از تصرف پل‌های کانال آلبرت - عدم تهاجم به مراکز جمعیت مخصوصاً شهرهای بزرگ و تأسیسات صنعتی در کشورهای سفلی بدون ضرورت نظامی - حفظ تردد و ارتباطات با کشورهای سفلی در حالت عادی تا پیش از آغاز تهاجم جهت حصول غافل‌گیری - صورت نگرفتن آماده‌سازی توسط مقامات غیرنظامی برای بستن مرزها - بستن شدن مرزها با کشورهای سفلی بر تمامی تردد و ارتباطات غیرنظامی پس از آغاز تهاجم - صدور فرمان بسته شدن مرزها توسط فرماندهی نیروی زمینی - عدم برقراری ممنوعیت در تردد و ارتباطات در مرز با کشورهای بی‌طرف پس از آغاز تهاجم | | |                                   |          |
| ۹           | ۲۹ نوامبر ۱۹۳۹ | | دستورالعمل جنگ علیه اقتصاد دشمن | - ۱۱ رونوشت - از برلین            | [ ۹ ]    |
| ۹           | - ضرورت شکست انگلستان جهت پیروزی نهایی و فلج کردن اقتصادی انگلستان با حمله به نقاط حساس آن به عنوان موثرترین راه پیروزی - آماده‌سازی‌های اولیه با متمرکز کردن مناسب‌ترین تسلیحات بر مهم‌ترین اهداف - به‌کارگیری سلاح‌های غیرنظامی در هماهنگی با اقدامات نظامی با فرامین ویژه - لزوم سلطه نیروی زمینی بر ساحل مقابل انگلستان در بدنه اصلی قاره اروپا جهت تسهیل عملیات نیروهای هوایی و دریایی علیه صنعت انگلستان - هماهنگ‌سازی سازمان‌های خرابکار و ستون پنجم - حمله هماهنگ نیروهای هوایی و دریایی به بنادر اصلی انگلستان با مین‌ریزی و سد کردن خطوط دریایی به آن‌ها و انهدام تأسیسات بندری - اهمیت هواگردها در مین‌ریزی سواحل غربی، باریکه‌ها و دهانه رودهای انگلستان - حمله به کشتیرانی تجاری دشمن و محافظان آن - انهدام انبارها، ذخایر نفت، سردخانه‌های غذا و سیلوهای گندم - اخلال در ترابری نیرو و تدارکات از انگلستان به فرانسه - اهمیت انهدام صنایع مرتبط به امور نظامی مخصوصاً کارخانجات هواگرد، توپخانه سنگین و مهمات - اهمیت تعیین‌کننده بنادر لندن، لیورپول و منچستر برای واردات انگلستان و اشاره به چندین بندر دیگر - فشرده‌سازی و جهت‌دهی مداوم به تجارت خارجی انگلستان به مسیرهایی که امکان حمله مؤثر نیروهای هوایی و دریایی به آن‌ها وجود دارد - حمله به بنادر فرانسه تنها در جهت محاصره انگلستان - مسدودسازی بنادری که امکان مین‌ریزی در آن‌ها وجود ندارد با کشتی‌های غرق‌شده یا انهدام تأسیسات حیاتی - به‌روزرسانی مداوم اطلاعات مربوط به بنادر انگلستان و صنایع جنگی آن - توسعه با اولویت روش مؤثری از مین‌ریزی از طریق هواگردها - حفظ تصمیم‌گیری در رابطه با لغو محدودیت‌های هوایی و دریایی اعمال شده بر اساس فرمان‌های پیشین برای پیشوا | | |                                   |          |
| ۱۰          | ۱۹ ژانویه - ۱۸ فوریه ۱۹۴۰ | تمرکز نیروها برای «مورد زرد»                                                                                                 | مورد زرد |                                   |          |
| ۱۰آ         | ۱ مارس ۱۹۴۰ | تهاجم به دانمارک و نروژ | عملیات وزروبونگ | - ۹ رونوشت - از برلین             | [ ۱۰ ]   |
| ۱۰آ         | - لزوم آمادگی برای اشغال دانمارک و نروژ در عملیات وزروبونگ - محافظت از اجرای عملیات در برابر اقدامات انگلستان توسط نیروهای دریایی و هوایی - کاربرد کمترین میزان نیروی ممکن در عملیات وزروبونگ - جبران کمی تعداد نیرو با مهارت در اجرای عملیات و غافل‌گیری - نشان دادن وجهه اشغال صلح‌آمیز برای این عملیات جهت محافظت از بی‌طرفی کشورهای شمالی - درخواست همکاری از دولت‌های مذکور و در صورت لزوم نشان دادن تأکید با قدرت‌نمایی نیروهای دریایی و هوایی - در هم شکستن هر گونه مقاومت با هر وسیله ممکن - انتصاب سپهبد نیکولاوس فن فالکنهورست، فرمانده سپاه ۲۱ به فرماندهی عملیات به عنوان فرمانده "گروه عملیاتی ۲۱" - تبعیت بلافصل او از پیشوا در همه زمینه‌ها و تشکیل ستاد او از افسران هر سه نیرو - تبعیت نیروی‌های دریایی و هوایی عملیات از فرماندهان کل نیروی خود و همکاری نزدیک آن‌ها با فرمانده گروه عملیاتی ۲۱ - تبعیت بلافصل یک جناح شناسایی (اف) و دو هنگ ضدهوایی موتوریزه نیروی هوایی از فرمانده عملیات تا تکمیل اشغال دانمارک - تأمین تدارکات نیروهای گروه عملیاتی ۲۱ توسط نیروی مسلح مربوطه - اجرای همزمان گذر از مرز دانمارک و پیاده‌شدن در نروژ - آماده‌سازی عملیات با حداکثر سرعت ممکن - اقدام متقابل در صورت اقدام پیش‌دستانه دشمن علیه نروژ - اهمیت حداکثری در غافل‌گیری اهداف و دشمنان غربی - اعلام مقاصد غلط پیاده‌سازی به افسران در صورت عدم امکان مخفی نگاه داشتن آماده‌سازی و اعلام مقاصد اصلی تنها پس از ورود نیروها به دریا - اشغال غافلگیرانه یوتلند و فونن و متعاقباً زیلند در دانمارک - یورش از طریق اسکاگن و به سمت ساحل شرقی فونن با حداکثر سرعت ممکن - تأمین مسیر نیبورگ-کورسور توسط نیروی دریایی و کمک آن به پیاده‌سازی نیرو در صورت لزوم - مسئولیت دفاع ساحلی توسط نیروی دریایی - تأمین یگان‌هایی توسط نیروی هوایی غالباً جهت قدرت‌نمایی و ریختن برگه - حفظ تأسیسات زمینی و دفاع هوایی دانمارک - تسخیر غافلگیرانه اماکن مهم در نروژ با پیاده‌سازی دریایی و هوایی - مسئولیت آماده‌سازی و ترابری دریایی نیروی تهاجم توسط نیروی دریایی - آماده‌سازی دفاع ساحلی نروژ با تمام سرعت - تأمین دفاع هوایی کافی توسط نیروی هوایی پس از اشغال - بهره‌گیری از نروژ به عنوان پایگاهی در جنگ هوایی علیه انگلستان | | |                                   |          |
| ۱۱          | ۱۴ مه ۱۹۴۰ | | تهاجم در غرب | - ۵ رونوشت - از قرارگاه پیشوا     | [ ۱۱ ]   |
| ۱۱          | - تهاجم با تمام قدرت ممکن از شمال رود ان به شمال غربی بر اساس فرمان شماره ۱۰ - فریب دشمن و درگیر نگاه داشتن بیشترین مقدار نیروی آن توسط نیروهای شمال خط لیژ-نامور با منابع خود - در هم شکستن سریع مقاومت بیش از پیش‌بینی نیروهای هلندی در جناح شمالی - مأموریت نیروی زمینی در انتقال نیرو از جنوب و حمله از شرق جهت تسخیر پر سرعت هلند - انتقال تمامی لشکرهای موتوریزه در دسترس به ناحیه عملیاتی گروه ارتش آ در سریع‌ترین زمان ممکن - انتقال تمامی لشکرهای موتوریزه و زرهی گروه ارتش ب به جناح چپ آن به محض این که دیگر امکان عمل مؤثر در ناحیه کنونی آن‌ها وجود نداشته باشد - مأموریت نیروی هوایی در تمرکز قوای قدرتمند تهاجمی و دفاعی با محوریت ناحیه گروه ارتش آ، جهت جلوگیری از جابه‌جایی نیروی کمکی دشمن و تأمین پشتیبانی مستقیم برای نیروهای خودی - تضعیف عامدانه نیروهای مقابل ارتش ششم جهت کمک به تسخیر هلند - عملیات نیروی دریایی علیه ترابری دریایی در هوفدن و کانال مانش | | |                                   |          |
| ۱۲          | ۱۸ مه ۱۹۴۰ | پیگرد حمله در غرب | |                                   |          |
| ۱۳          | ۲۴ مه ۱۹۴۰ | موضوع بعدی در غرب | |                                   |          |
| ۱۴          | ۸ ژوئن ۱۹۴۰ | ادامه حمله در فرانسه | |                                   |          |
| ۱۵          | ۱۴ ژوئن ۱۹۴۰ | پیشرفت در لوآر (رود) | |                                   |          |
| ۱۶          | ۱۶ ژوئیه ۱۹۴۰ | آماده‌سازی برای عملیات شیر دریایی                                                                                             | یک پیاده شدن جبهه وسیع در سواحل جنوبی انگلستان را مشخص می‌کند رامس‌گیت به جزیره وایت.                                                            | [ ۱۲ ]                            |          |
| ۱۷          | ۱ اوت ۱۹۴۰ | | جنگ هوایی و دریایی با بریتانیا (نبرد بریتانیا)                                                                                                 | - ۵ رونوشت - از قرارگاه پیشوا     | [ ۱۳ ]   |
| ۱۷          | - تشدید جنگ دریایی و هوایی علیه انگلستان جهت فراهم آوردن شرایط تسخیر آن - فائق آمدن نیروی هوایی آلمان بر نیروی هوایی انگلستان با تمامی نیروهای در اختیار آن در کوتاه‌ترین زمان ممکن - تمرکز اصلی بر یگان‌های پرنده، تأسیسات زمینی و سازمان‌های تدارکاتی آن‌ها - شمول صنعت هواگرد و تولیدات تسلیحات ضدهوایی - ادامه جنگ هوایی پس از حصول برتری هوایی موقتی یا محلی علیه بنادر، انبارهای غذا و ملزومات دیگر در عمق خاک انگلستان - حملات حداقلی به بنادر جنوبی به جهت حفظ آن‌ها برای عملیات‌های در پیش آلمان - کاهش حملات به ناوهای جنگی و کشتی‌های تجاری جز در شرایط ایده‌آلی که تأثیر بسزایی بر اهداف ذکر شده پیشین بگذارد یا جهت اهداف آموزشی - تشدید جنگ هوایی به شکلی که در هر زمان امکان پشتیبانی نیروی هوایی از عملیات‌های نیروی دریایی وجود داشته باشد - آمادگی نیروی هوایی با تمام قوا جهت مشارکت در عملیات شیر دریایی - حفظ حق تصمیم‌گیری در رابطه با حملات وحشت به عنوان تمهیدات تلافی‌جویانه تنها برای شخص پیشوا - تشدید جنگ هوایی از ۵ اوت یا پس از آن با تصمیم نیروی هوایی با توجه به تکمیل آماده‌سازی و شرایط آب‌وهوایی - مجوز به نیروی دریایی جهت تشدید همزمان جنگ دریایی | | |                                   |          |
| ۱۸          | ۱۲ نوامبر ۱۹۴۰ | تصرف جبل‌الطارق | Operation Felix | Full text                         |          |
| ۱۹          | ۱۰ دسامبر ۱۹۴۰ | اشغال آلمان فرانسه ویشی | Operation Attila | Full text                         |          |
| ۲۰          | ۱۳ دسامبر ۱۹۴۰ | تهاجم آلمان به یونان | نبرد یونان | [ ۱۴ ]                            |          |
| ۲۱          | ۱۸ دسامبر ۱۹۴۰ | تهاجم به اتحاد جماهیر شوروی سوسیالیستی                                                                                       | عملیات بارباروسا | Full text ; Alt. Full text        |          |
| ۲۲          | ۱۱ ژانویه ۱۹۴۱ | پشتیبانی آلمان از نبردها در منطقه مدیترانه                                                                                   | عملیات زونن‌بلومه |                                   |          |
| ۲۳          | ۶ فوریه ۱۹۴۱ | دستورالعمل برای عملیات علیه اقتصاد جنگی انگلیس                                                                               | |                                   |          |
| ۲۴          | ۵ مارس ۱۹۴۱ | همکاری با ژاپن | |                                   |          |
| ۲۵          | ۲۷ مارس ۱۹۴۱ | طرح حمله به یوگسلاوی | تهاجم به یوگسلاوی |                                   |          |
| ۲۶          | ۳ آوریل ۱۹۴۱ | همکاری با متحدان ما در بالکان                                                                                                | |                                   |          |
| ۲۷          | ۴ آوریل ۱۹۴۱ | طرح حمله به یونان | |                                   |          |
| ۲۸          | ۲۵ آوریل ۱۹۴۱ | | حمله به کرت (عملیات مرکور) | - ۱۰ رونوشت - از قرارگاه پیشوا    | [ ۱۶ ]   |
| ۲۸          | - آماده‌سازی برای تصرف جزیره کرت در مدیترانه به عنوان پایگاهی علیه بریتانیا - فرض سلطه کاملاً بر خاک یونان در طرح‌ریزی - تعلق فرماندهی این عملیات به فرمانده کل نیروی هوایی که نیروی هوابرد و هوایی بدین منظور را تأمین می‌کند - تأمین نیروی کمکی مناسب برای نیروهای هوابرد توسط نیروی زمینی در یونان از جمله یک یگان زرهی - امنیت‌بخشی به ارتباطات دریایی توسط نیروی دریایی - هماهنگی لازم بین نیروی دریایی و نیروی دریایی ایتالیا - به‌کارگیری تمامی ابزارها جهت انتقال نیروهای هوابرد و لشکر بیست و دوم به محل استقرار که بعداً مشخص می‌شود - عدم اختلال این تحرکات در آماده‌سازی جهت عملیات بارباروسا - انتقال یگان‌های ضدهوایی ارتش دوازدهم جهت دفاع ضدهوایی از یونان و کرت - تمهیدات لازم جهت آزادسازی و جایگزینی این یگان‌ها - آماده‌سازی تمامی یا بخشی از نیروهای هوابرد پس از تصرف جزیره برای مأموریت‌های جدید و جایگزینی آن‌ها با یگان‌های نیروی زمینی - استفاده از توپ‌های غنیمت گرفته‌شده توسط نیروی زمینی در صورت لزوم برای دفاع ساحلی توسط نیروی دریایی - صدور فرمان اجرای عملیات تنها توسط پیشوا | | |                                   |          |
| ۲۹          | ۱۷ مه ۱۹۴۱ | پیشنهاد دولت نظامی یونان | | [ ۱۷ ]                            |          |
| ۳۰          | ۲۳ مه ۱۹۴۱ | حمایت از نیروهای ضد انگلیسی در عراق                                                                                          | (ببینید رهنمود شماره ۳۰ پیشوا) |                                   |          |
| ۳۱          | ۹ ژوئن ۱۹۴۱ | سازمان نظامی آلمان در بالکان                                                                                                 | |                                   |          |
| ۳۲          | ۱۱ ژوئن ۱۹۴۱ | برنامه‌های پس از شکست اتحاد جماهیر شوروی                                                                                      | Operation Orient | Full text                         |          |
| 32a         | ۱۴ ژوئیه ۱۹۴۱ | استفاده از منابع پس از شکست اتحاد جماهیر شوروی                                                                               | | Full text                         |          |
| ۳۳          | ۱۹ ژوئیه ۱۹۴۱ | ادامه جنگ در شرق | دو گروه پانزر از گروه ارتش مرکز خارج شدند و محروم کردن آن از زرهی که در غیر این صورت برای حمله به مسکو استفاده می‌کرد.                          |                                   |          |
| 33a         | ۲۳ ژوئیه ۱۹۴۱ | ضمیمه ۳۳ | |                                   |          |
| ۳۴          | ۳۰ ژوئیه ۱۹۴۱ | تقویت مقاومت در شوروی | |                                   |          |
| 34a         | ۱۲ اوت ۱۹۴۱ | Supplement to 34 | |                                   |          |
| ۳۵          | ۶ سپتامبر ۱۹۴۱ | تکمیل محاصره لنینگراد، تخریب جبهه جنوب غربی (شوروی)                                                                          | نبرد مسکو، محاصره لنینگراد |                                   |          |
| ۳۶          | ۲۲ سپتامبر ۱۹۴۱ | دستورالعمل عملیات زمستانی در قطب شمال                                                                                        | دستورالعمل به فرماندهی عالی ارتش، نروژ، نیروی دریایی و نیروی هوایی برای عملیات زمستانی در شمال نروژ، فنلاند و مناطق قطب شمال شوروی و اطراف آن. |                                   |          |
| ۳۷          | ۱۰ اکتبر ۱۹۴۱ | سازماندهی مجدد نیروها در قطب شمال                                                                                            | |                                   |          |
| ۳۸          | ۲ دسامبر ۱۹۴۱ | انتقال واحدهای هوایی به مدیترانه                                                                                             | |                                   |          |
| ۳۹          | ۸ دسامبر ۱۹۴۱ | ترک حمله | |                                   |          |
| ۴۰          | ۲۳ مارس ۱۹۴۲ | صلاحیت فرماندهان در مناطق ساحلی                                                                                              | سازمان فرماندهی سواحل دیوار آتلانتیک; | [ ۲۰ ]                            |          |
| ۴۱          | ۵ آوریل ۱۹۴۲ | عملیات تابستانی در اتحاد جماهیر شوروی                                                                                        | مورد آبی | [ ۲۱ ]                            |          |
| ۴۲          | ۲۹ مه ۱۹۴۲ | دستورالعمل عملیات علیه فرانسه اشغال نشده و شبه‌جزیره ایبری                                                                    | Operation Attila جایگزینی با مورد آنتون; Operation Isabella لغو شد؛                                                                            | [ ۲۲ ]                            |          |
| ۴۳          | ۱۱ ژوئیه ۱۹۴۲ | ادامه عملیات از کریمه | |                                   |          |
| ۴۴          | ۲۱ ژوئیه ۱۹۴۲ | عملیات در شمال فنلاند | |                                   |          |
| ۴۵          | ۲۳ ژوئیه ۱۹۴۲ | ادامه Operation Brunswick | |                                   |          |
| ۴۶          | ۱۸ اوت ۱۹۴۲ | دستورالعمل تشدید اقدام علیه راهزنی در شرق                                                                                    | |                                   |          |
| ۴۷          | ۲۸ دسامبر ۱۹۴۲ | زنجیره فرماندهی برای جنوب شرقی مدیترانه و استراتژی‌های دفاعی برای حمله احتمالی متفقین به بالکان و جزایر اطراف را تشریح می‌کند. | |                                   |          |
| ۴۸          | ۲۶ ژوئیه ۱۹۴۳ | اقدامات فرماندهی و دفاعی در جنوب شرق                                                                                         | |                                   |          |
| ۴۹          | ژوئیه، ۱۹۴۳ | اعتقاد بر این است که یک طرح اضطراری برای تصرف مواضع ایتالیا در صورت خروج آنها از جنگ است.                                    | |                                   |          |
| ۵۰          | ۲۸ سپتامبر ۱۹۴۳ | در مورد آمادگی برای خروج از ارتش بیستم کوهستان (ورماخت) به شمال فنلاند و شمال نروژ                                           | |                                   |          |
| ۵۱          | ۳ نوامبر ۱۹۴۳ | آمادگی برای جنگ دو جبهه | | [ ۲۳ ]                            |          |
| ۵۲          | ۲۸ ژانویه ۱۹۴۴ | نبرد رم | نبرد مونته کاسینو |                                   |          |
| ۵۳          | ۸ مارس ۱۹۴۴ | ایجاد مناطق مستحکم و نقاط مستحکم                                                                                             | |                                   |          |
| ۵۴          | ۲ آوریل ۱۹۴۴ | اقداماتی برای توقف پیشروی شوروی در شرق                                                                                       | |                                   |          |
| ۵۵          | ۱۶ مه ۱۹۴۴ | Utilization of long range bombardment against England                                                                        | |                                   |          |
| ۵۶          | ۱۲ ژوئیه ۱۹۴۴ | سفارش‌ها برای حفاظت از حمل و نقل                                                                                              | |                                   |          |
| ۵۷          | ۱۳ ژوئیه ۱۹۴۴ | پروتکل‌هایی برای نحوه عملکرد مقامات در صورت تهاجم به رایش                                                                     | |                                   |          |
| ۵۸          | ۱۹ ژوئیه ۱۹۴۴ | آماده‌سازی برای دفاع از رایش                                                                                                  | |                                   |          |
| ۵۹          | ۲۳ ژوئیه ۱۹۴۴ | سازماندهی مجدد ساختار گروه ارتش شمال                                                                                         | |                                   |          |
| ۶۰          | ۲۶ ژوئیه ۱۹۴۴ | اقدامات دفاعی برای آلپ | |                                   |          |
| ۶۱          | ۲۴ اوت ۱۹۴۴ | ایجاد مواضع دفاعی در غرب | |                                   |          |
| ۶۲          | ۲۹ اوت ۱۹۴۴ | ایجاد دفاع در امتداد مناطق ساحلی شمال آلمان                                                                                  | |                                   |          |
| ۶۳          | ۱ سپتامبر ۱۹۴۴ | فرمان برای خط زیگفرید در حالت دفاعی باشد                                                                                     | |                                   |          |
| ۶۴          | ۳ سپتامبر ۱۹۴۴ | فرمان برای Commander-in-Chief West                                                                                           | |                                   |          |
| 64a         | ۷ سپتامبر ۱۹۴۴ | اعطای اختیارات به فرمانده کل غرب                                                                                             | |                                   |          |
| 64b         | ۹ سپتامبر ۱۹۴۴ | مکمل 64a | |                                   |          |
| ۶۵          | ۱۲ سپتامبر ۱۹۴۴ | تدابیر دفاعی برای جنوب شرقی                                                                                                  | |                                   |          |
| ۶۶          | سپتامبر ۱۹–۲۲, ۱۹۴۴ | فرمان دوم در مورد اقتدار فرماندهی در رایش در صورت تهاجم                                                                      | |                                   |          |
| ۶۷          | ۲۸ نوامبر ۱۹۴۴ | تمرین فرماندهی برای واحدهای جدا شده                                                                                          | |                                   |          |
| ۶۸          | ۲۱ ژانویه ۱۹۴۵ | برقراری مجدد برتری فرماندهی پیشوا                                                                                            | |                                   |          |
| ۶۹          | ۲۸ ژانویه ۱۹۴۵ | استخدام فولکشتورم | |                                   |          |
| ۷۰          | ۵ فوریه ۱۹۴۵ | تخلیه پناهندگان از شرق به دانمارک                                                                                            | |                                   |          |
| ۷۱          | ۲۰ مارس ۱۹۴۵ | دستور یک عملیات زمین سوخته در رایش                                                                                           | "فرمان مربوط به تخریب در قلمرو رایش» که به Nero Decree نیز معروف است                                                                           |                                   |          |
| ۷۲          | ۷ آوریل ۱۹۴۵ | سازماندهی مجدد فرماندهی در غرب                                                                                               | |                                   |          |
| ۷۳          | ۱۵ آوریل ۱۹۴۵ | سازمان فرماندهی در صورت جدا شدن آلمان شمالی و جنوبی                                                                          | |                                   |          |
| ۷۴          | ۱۵ آوریل ۱۹۴۵ | دستور روز برای سربازان در جبهه شرقی                                                                                          | | [ ۲۴ ]                            |          |